# Golfplaat

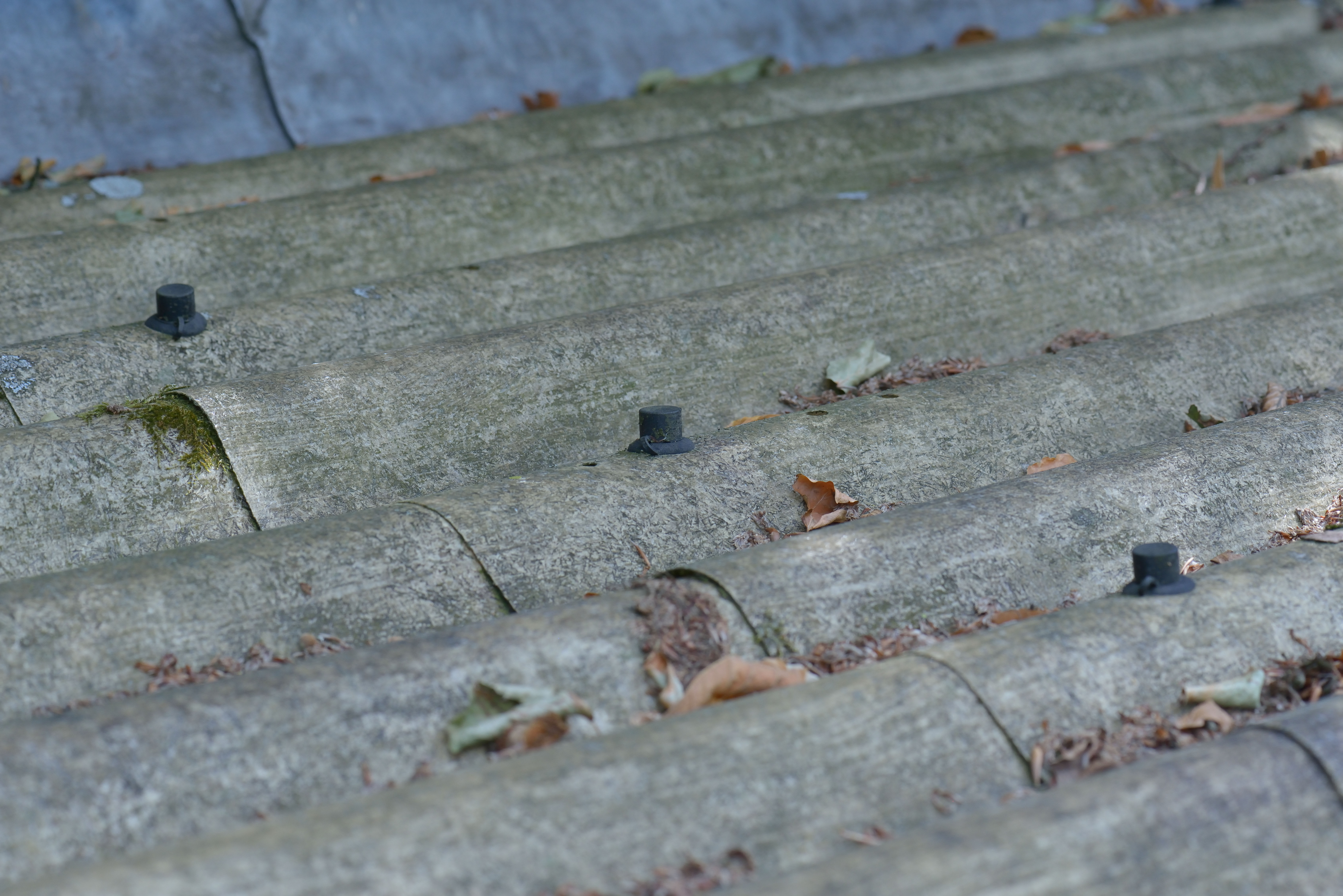
Met glasvezel versterkte polyestergolfplaten als dakbedekking vastgezet met houtdraadbouten

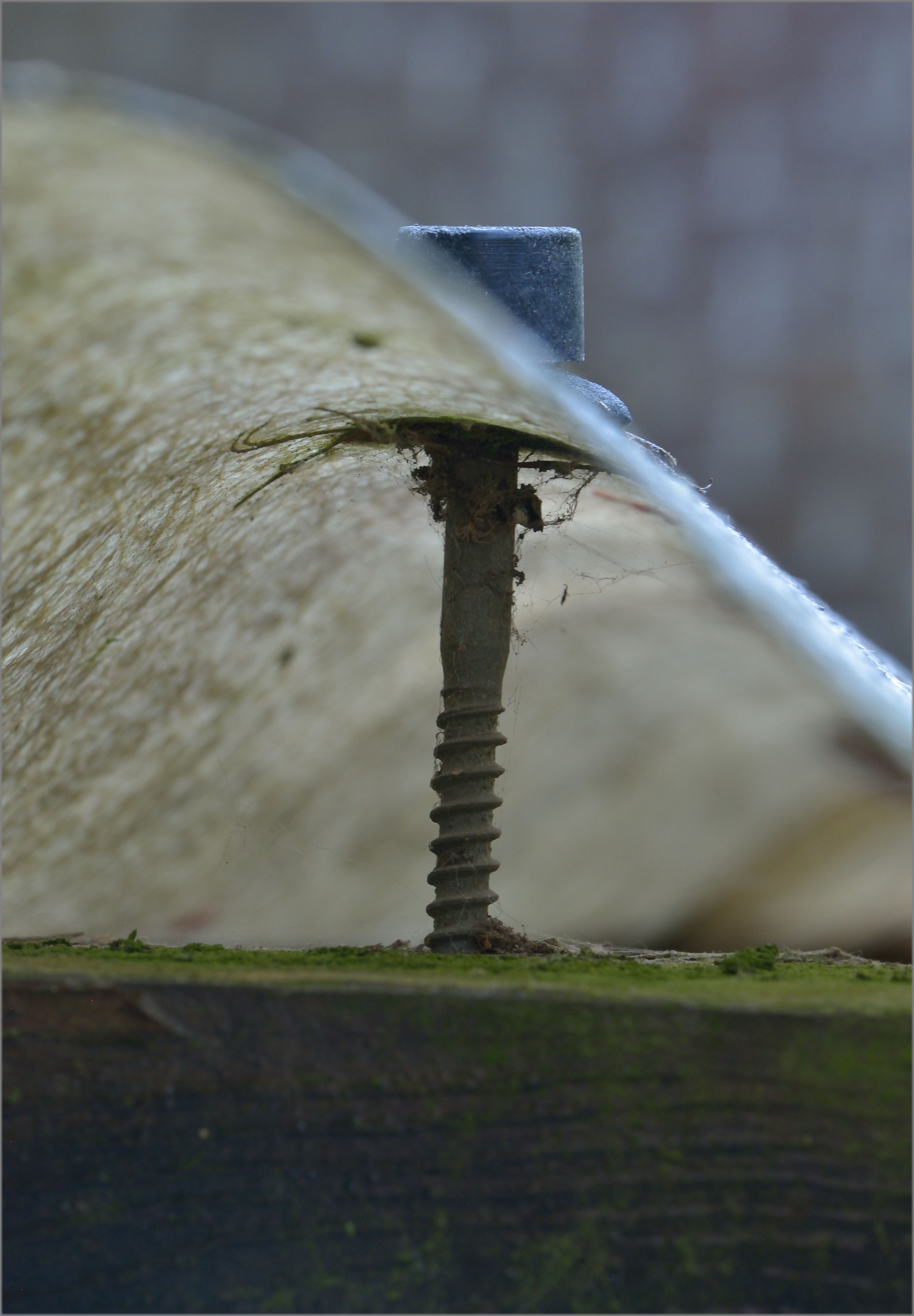
Polyestergolfplaat vastgezet met houtdraadbout met afdekkapje

Golfplaat is een bouwmateriaal. Het dankt zijn naam aan de typerende golvende structuur die men tegenkomt in de platen en waaraan de platen hun sterkte ontlenen.
Golfplaten zijn vanaf de invoering veel toegepast op schuren en stallen van boerderijen, maar ze zijn ook vaak toegepast op schuurtjes achter huizen. De platen zijn vaak gemaakt van asbestcement, kunststof, verzinkt en voorgelakt staal of aluminium.

## Asbestcement
Golfplaten werden aanvankelijk gemaakt van asbestcement. Deze asbestvezels werden toegepast omdat ze de slijtvastheid, stevigheid en waterafstotendheid van het cement vergrootten. Sinds het verwerken van asbest is verboden, kiest men uiteraard voor andere materialen.
Golfplaten met asbest zijn te herkennen aan de honingraatstructuur aan de onderkant van de plaat. Meestal komt men bij een asbestinventarisatie witte asbest oftewel chrysotiel tegen in deze platen maar soms zit er ook nog een klein percentage blauw asbest oftewel crocidoliet in.
Na verloop van tijd zullen ook deze platen verweren door wind en regen. Als de platen verweren bestaat er een grotere kans dat er asbestvezels vrijkomen bij het bewerken van de plaat, zoals het schoonmaken. Het inademen van asbestvezels is gevaarlijk voor de gezondheid.
Ook bij een brand kunnen asbestvezels uit de golfplaten vrijkomen. Als de platen te heet worden knallen de geperste platen in laagjes uit elkaar wat een knappend geluid geeft. Hierbij kunnen grote hoeveelheden kleine asbestcementschilfertjes vrijkomen die lastig zijn op te ruimen.

## Verzinkt en voorgelakt staal

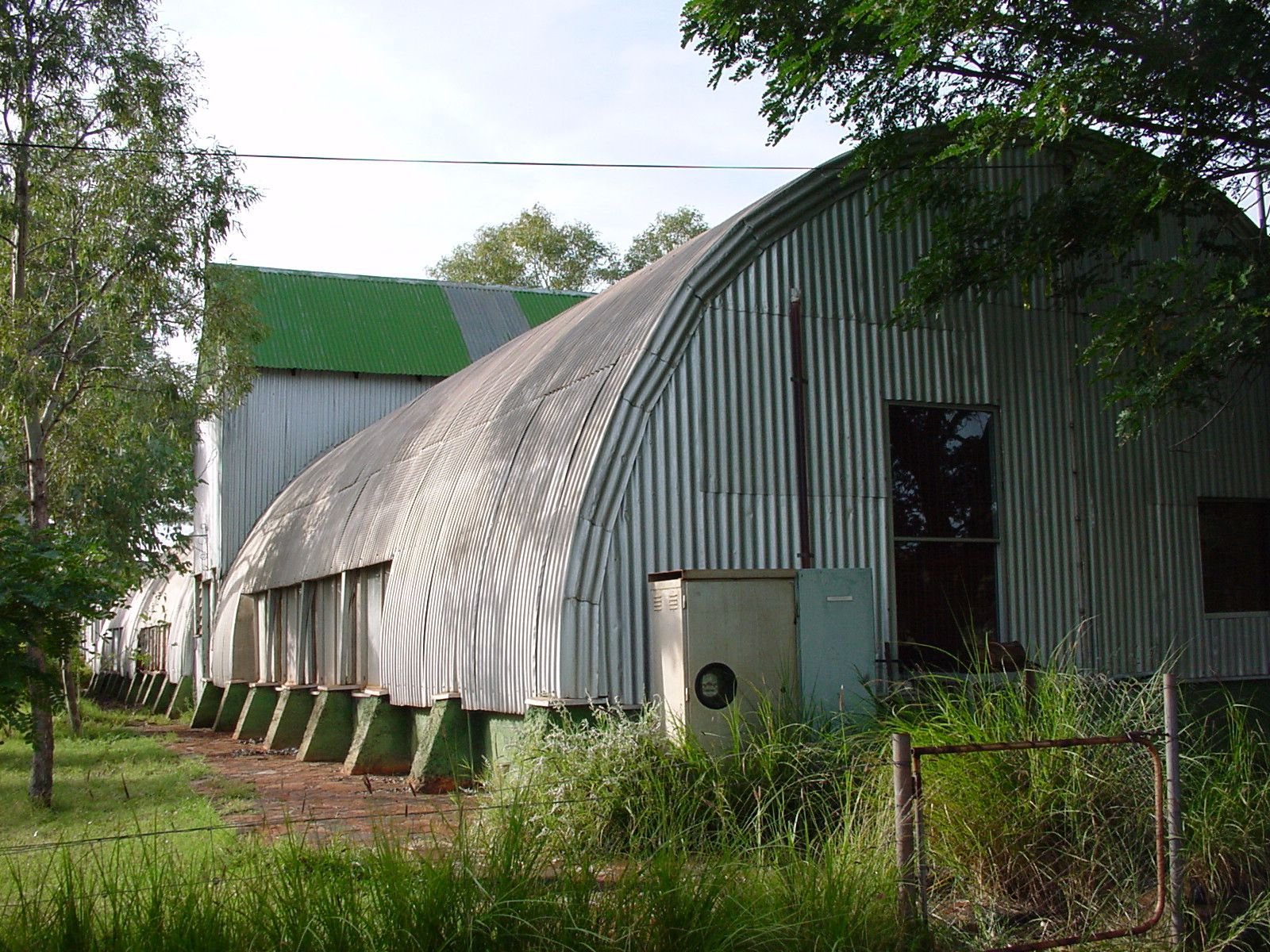
Quonsett hut van golfplaten

Gegalvaniseerde golfplaten werden in de jaren '20 van de 19e eeuw uitgevonden in de Engeland en hebben inmiddels een belangrijke positie in de bouwsector verworven. Voorgelakt staal is opgebouwd uit een aantal verflagen en behandelingen die worden aangebracht op het staal in een geautomatiseerd en gecontroleerd proces. Een voordeel van verzinken en lakken van bandstaal in een gecontroleerd proces is dat dit de onderhoudsvrije levensduur verlengt tot wel meer dan 40 jaar. Zodra het staal is geproduceerd, verzinkt, gelakt en opgewikkeld in de vorm van een rol kan het op een profileerlijn worden verwerkt tot een golfplaat die geschikt is voor toepassing in een (on)geïsoleerd metaalbouwsysteem.
Stalen golfplaten zijn er in vele soorten en maten. Het meest voorkomende golf-profiel is de Golfplaat SCH 18/76-988 waarbij 18 staat voor de hoogte van het profiel in mm, 76 voor de steekmaat of lengte van de sinusgolf in mm en 988 voor de effectief werkende breedte van de golfplaat. Andere veelvoorkomende typen golfplaat zijn de SAB 27/111-1000 en de SCH 40/167-1000.